# South Lebanon (Ohio)
Pour les articles homonymes, voir South Lebanon.
South Lebanon est une ville américaine située dans le comté de Warren, dans l'Ohio. Selon le recensement de 2010, sa population est de 4 115 habitants.